# 拉甘河 (瑞典)

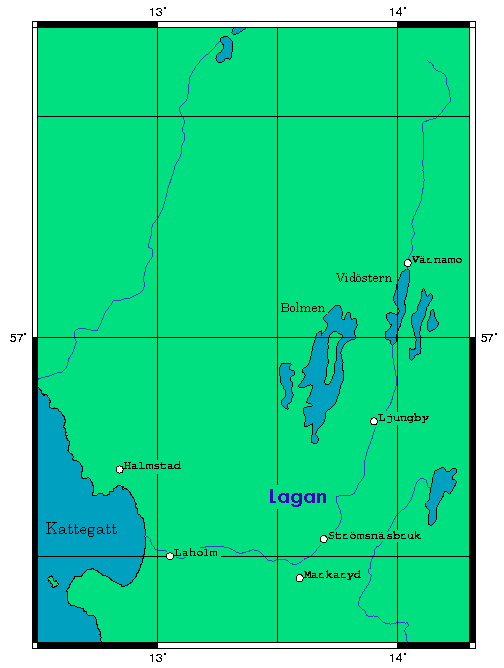
拉甘河

拉甘河（瑞典語：Lagan）是瑞典西海岸四条主要河流之一。它横穿瑞典的南面河中部，全长244公里，是瑞典南部最长的河流。
它起源于延雪平自治区的塔贝里县郊外，终点是拉霍尔姆海湾，是卡特加特海湾的一部分。
从维京时代开始人们就在河两岸生活。沿着拉甘河是贸易的路线，叫做Lagastigen，现在是欧洲E4公路的一部分。